# Bea Wain
Bea Wain (Nueva York, 30 de abril de 1917-Beverly Hills, 19 de agosto de 2017) fue una cantante estadounidense de big band.

## Biografía
En una grabación de 1937, junto a Artie Shaw, fue nombrada como Beatrice Wayne, se pensó que era su nombre real. En los sellos discográficos se acortó su nombre (sin su permiso) a Bea por la compañía discográfica, al parecer, por motivos de espacio. 
Dirigió el grupo vocal Bea and the Bachelors (con Al Rinker, Ken Lane y John Smedberg) y V8 (siete varones y una niña) en el show de Fred Waring. En 1937 se unieron Tommy Dorsey, Larry Clinton y su orquesta; a la cual se unió después de hacer el trabajo de coro con Fred Waring y Ted Sttraeter. Al lado de Clinton debuta en el verano de 1938 en el Casino de la isla Glen, Nueva York. Ella apareció con Clinton en una serie de canciones de éxito como «Martha» y «Heart and Soul». En 1939 fue votada como la más popular vocalista de la banda femenina en Billboard encuesta anual de la universidad y, ese mismo año, comenzó su carrera en solitario. Su primera gira teatral como solista la llevó a firmar con RCA Victor Records. Durante dos años, estuvo de gira y luego asumió el Merry Go-Round Lunes programa de NBC-Azul, donde fue la estrella de la canción. 
Wain lanzó cuatro éxitos Nº 1: «Cry, baby, Cry», «Deep Purple», «Heart and Soul» y su canción de la firma, «My Reverie». Bea Wain es considerada como una de las mejores voces femeninas de su época, ya que posee una sensación natural de ritmos swing-musicales que no se encontraban entre las cantantes blancas del momento. Con respecto a la técnica, se destacó en el tono y en una sutil utilización de la dinámica. También transmitió sensualidad femenina y cantó con convicción de una manera no forzada. 
El 1 de mayo de 1938, Bea Wain se casó con el locutor André Baruch. Su luna de miel en las Bermudas fue interrumpida cuando Fred Allen llamó a André Baruch para pedirle que volviese a Nueva York para sustituir a su locutor enfermo, Harry von Zell. 
Después de su carrera musical, Bea Wain y André Baruch trabajaron juntos en equipo (marido y mujer) en Nueva York el WMCA, donde fueron conocidos como «Mr. and Mrs. Music».
En 1973, la pareja se mudó a Palm Beach, Florida, donde durante nueve años tuvieron un período de cuatro horas de entrevistas. Más tarde, se trasladaron a Beverly Hills. Durante la década de 1980, el matrimonio ofreció una versión sindicada de Your Hit Parade, la reconstrucción de la lista de éxitos de la semana seleccionados de los años 1940.
La pareja tuvo dos hijos: Bonnie y Wayne Baruch. Bonnie Baruch y su esposo, Mark Barnes, operan un viñedo en el norte de California y llevan la Fundación Margarita, una organización que reconoce a las enfermeras por su papel fundamental en la atención al paciente y apoya la investigación para la cura de las enfermedades autoinmunes. Y Wayne Baruch tiene un negocio en la música y el teatro, y su esposa, Shelley Baruch, es productora teatral y cineasta.
Bea Wain y André Baruch estuvieron casados durante 53 años. Baruch murió en 1991 y ella murió el 19 de agosto de 2017. 
En una entrevista de 2004 con Christopher Popa, Bea Wain mencionó: «He tenido una vida maravillosa, una carrera maravillosa y aún sigo cantando bien. Este diciembre pasado, hice una serie de espectáculos en Palm Springs, California, y los profesionales dijeron: "Bea Wain sigue siendo una gigante"».

## Para escucharla
- Amanda Wilde en 2007 entrevista con Bea Wain
- Sara Fishko en 2007 entrevista con Bea Wain en WNYC Radio